# Cissus antarctica
Cissus antarctica is een klimplant uit de wijnstokfamilie (Vitaceae). Het is een plant met glanzende bladeren die kort na elkaar ontluiken.
Als een gekweekte plant hoger wordt, is een klimstokje of -rekje noodzakelijk. De plant stelt weinig eisen wat betreft verzorging. Water en enig licht zijn voor de plant afdoende.
Van oorsprong komt de plant uit Australië.